# 李家坪站
李家坪站是一个陇海线上的铁路车站，位于甘肃省定西市安定区李家坪村，建于1952年，目前为四等站，邮政编码为743027。目前客运：办理旅客乘降；行李、包裹托运；不办理货运营业。